# Galat dagga
Galat dagga (även qâlat dagga, Tunisian delight, Tunisian five spice) är en kryddblandning från Tunisien. Den innehåller typiskt peppar, paradiskorn, kryddnejlika, kanel och muskot, och används bland annat i couscous, köttgrytor och vegetariska rätter. Kryddblandningen kan även gnidas in i fågel, lammkött och fisk före grillning. 